# Divize C 2008/2009
V soubojích 44. ročníku České divize C 2008/2009 se utkalo 16 týmů dvoukolovým systémem podzim - jaro. Tento ročník začal v srpnu 2008 a skončil v červnu 2009.

## Nové týmy v sezoně 2008/09
Z ČFL 2007/2008 sestoupilo mužstvo FK Kolín. Z krajských přeborů postoupila vítězná mužstva ročníku 2007/2008: RMSK Cidlina Nový Bydžov z Královéhradeckého přeboru, TJ Sokol Živanice z Pardubického přeboru a druhé mužstvo FK Kunice z Středočeského přeboru. Z divize B sem bylo přeřazeno mužstvo Bohemians 1905 „B“ a SK Horní Měcholupy opačným směrem putovalo mužstvo SK Union Čelákovice.

## Kluby podle přeborů
- Královéhradecký (5): SK Týniště nad Orlicí, TJ Dvůr Králové nad Labem, RMSK Cidlina Nový Bydžov, SK Převýšov, FC Hradec Králové „B“.
- Pardubický (4): TJ Sokol Živanice, SK Holice, FK Pardubice, AFK Chrudim.
- Liberecký (1): FK Pěnčín-Turnov.
- Středočeský (4): TJ Sokol Ovčáry, FC Velim, FK Kunice, FK Kolín.
- Praha (2): Bohemians 1905 „B“, SK Horní Měcholupy.

## Výsledná tabulka
| Poř. | Tým                       | Z  | V  | R  | P  | VG | OG | B  |
| ---- | ------------------------- | -- | -- | -- | -- | -- | -- | -- |
| 1.   | TJ Sokol Ovčáry           | 30 | 18 | 6  | 6  | 57 | 24 | 60 |
| 2.   | FC Hradec Králové „B“     | 30 | 15 | 7  | 8  | 45 | 34 | 52 |
| 3.   | AFK Chrudim               | 30 | 15 | 5  | 10 | 46 | 41 | 50 |
| 4.   | RMSK Cidlina Nový Bydžov  | 30 | 14 | 7  | 9  | 37 | 30 | 49 |
| 5.   | TJ Dvůr Králové nad Labem | 30 | 14 | 5  | 11 | 46 | 51 | 47 |
| 6.   | Bohemians 1905 „B“        | 30 | 13 | 7  | 10 | 40 | 39 | 46 |
| 7.   | FK Kunice                 | 30 | 13 | 5  | 12 | 54 | 38 | 44 |
| 8.   | TJ Sokol Živanice         | 30 | 12 | 7  | 11 | 38 | 34 | 43 |
| 9.   | SK Horní Měcholupy        | 30 | 10 | 13 | 7  | 36 | 32 | 43 |
| 10.  | FK Pardubice              | 30 | 11 | 8  | 11 | 37 | 31 | 41 |
| 11.  | FK Pěnčín-Turnov          | 30 | 11 | 8  | 11 | 35 | 29 | 41 |
| 12.  | SK Převýšov               | 30 | 10 | 6  | 14 | 30 | 44 | 36 |
| 13.  | FC Velim                  | 30 | 11 | 3  | 16 | 41 | 47 | 36 |
| 14.  | FK Kolín                  | 30 | 12 | 8  | 10 | 51 | 47 | 34 |
| 15.  | SK Týniště nad Orlicí     | 30 | 8  | 4  | 18 | 28 | 41 | 28 |
| 16.  | SK Holice                 | 30 | 2  | 3  | 25 | 22 | 81 | 9  |

Poznámky:
- Z = Odehrané zápasy; V = Vítězství; R = Remízy; P = Prohry; VG = Vstřelené góly; OG = Obdržené góly; B = Body
- O pořadí klubů se stejným počtem bodů rozhodly vzájemné zápasy.
- Mužstvu FK Kolín bylo odečteno 10 bodů.

|  | Postup do ČFL 2009/2010                           |
|  | Sestup do příslušného krajského přeboru 2009/2010 |